# Augustin Cochin
Augustin Denis Marie Cochin (París, 22 de diciembre de 1876 - 8 de julio de 1916) fue un historiador francés, muerto en el frente durante la Primera Guerra Mundial.

## Biografía
Era descendiente de dos destacados políticos de la derecha francesa, todos ellos monárquicos orleanistas y católicos: su padre, el ministro Denys Cochin, y su abuelo, cuyo nombre llevaba (Augustin Cochin, de nombre completo Pierre-Suzanne-Augustin Cochin, 1823-1872).
Fue alumno en la École Nationale des Chartes, y se especializó desde 1903 en la historia de la Revolución francesa. Señaló a la masonería como una de las principales fuerzas de instigación de la revolución.